# 新潟県警察
新潟県警察（にいがたけんけいさつ、英称：Niigata Prefectural Police Department）は、新潟県の都道府県警察である。略称は新潟県警。
新潟県公安委員会管理。給与支払者は新潟県知事。警察庁関東管区警察局管内。
本部所在地は新潟市中央区新光町4-1。職員数4,779人（2020年4月1日時点）。

## 沿革
- 1954年（昭和29年）7月1日 - 警察法施行に伴い、国家地方警察新潟県本部と、新潟市警察などの自治体警察が統合し新潟県警察発足。

## 本部組織
大規模警察本部であり、本部長は警視監。
- 警務部（部長は新潟市警察部長を兼務）
  - 総務課
  - 教養課
  - 広報広聴課
  - 会計課
  - 情報管理課
  - 装備施設課
  - 警務課
  - 留置管理課
  - 厚生課
  - 監察官室

生活安全部
  - 生活安全企画課
  - 人身安全対策課
  - 少年課
  - 生活保安課
  - サイバー犯罪対策課

地域部
  - 地域課
  - 通信指令課
  - 鉄道警察隊
    - 長岡分駐隊

刑事部
  - 刑事総務課
  - 捜査第一課
  - 捜査第二課
  - 捜査第三課
  - 組織犯罪対策課
  - 国際・薬物銃器対策課
  - 鑑識課
    - 機動鑑識隊

  - 科学捜査研究所
  - 機動捜査隊
    - 長岡分駐隊
    - 上越分駐隊

交通部
  - 交通企画課
  - 交通指導課
  - 交通規制課
  - 運転免許センター
  - 交通機動隊
    - 長岡方面隊
    - 上越方面隊

  - 高速道路交通警察隊
    - 長岡分駐隊
    - 上越分駐隊
    - 津川分駐隊
    - 湯沢分駐隊

警備部
  - 警備第一課
  - 警備第二課
    - 警衛警護室

  - 外事課
  - 機動隊

新潟県警察学校
新潟市警察部
  - 企画調整課

## 警察署
県内の警察署数は29ある。
※警察車両ナンバー地名は、下越地方・佐渡地方・中越地方北部（県央地域）が「新潟」、中越地方中南部が「長岡」、上越地方が「上越」である。なお、新潟・長岡両署の署長には警視正職を充てる。

### 新潟市
| ※    | 地方 | 警察署名称     | 所在地 | 所在地                | 管轄区域 | 管轄区域                   |
| ---- | ---- | -------------- | ------ | --------------------- | -------- | -------------------------- |
| 新潟 | 下越 | 新潟中央警察署 | 新潟市 | 中央区寄居町350       | 新潟市   | 中央区（新潟島）           |
| 新潟 | 下越 | 新潟警察署     | 新潟市 | 中央区上所 1丁目2-1   | 新潟市   | 中央区（新潟島を除く）     |
| 新潟 | 下越 | 新潟東警察署   | 新潟市 | 東区下木戸 1丁目2-26  | 新潟市   | 東区                       |
| 新潟 | 下越 | 新潟西警察署   | 新潟市 | 西区小新4083-1        | 新潟市   | 西区                       |
| 新潟 | 下越 | 江南警察署     | 新潟市 | 江南区鵜ノ子 5丁目2-1 | 新潟市   | 江南区                     |
| 新潟 | 下越 | 新潟北警察署   | 新潟市 | 北区木崎657-1         | 新潟市   | 北区・北蒲原郡聖籠町の一部 |
| 新潟 | 下越 | 秋葉警察署     | 新潟市 | 秋葉区新津 4479-1     | 新潟市   | 秋葉区                     |
| 新潟 | 下越 | 新潟南警察署   | 新潟市 | 南区能登 2丁目1-25    | 新潟市   | 南区                       |
| 新潟 | 下越 | 西蒲警察署     | 新潟市 | 西蒲区赤鏥1071        | 新潟市   | 西蒲区・西蒲原郡弥彦村     |

### 下越・佐渡
| ※    | 地方 | 警察署名称   | 所在地                   | 管轄区域                               |
| ---- | ---- | ------------ | ------------------------ | -------------------------------------- |
| 新潟 | 下越 | 村上警察署   | 村上市田端町 2丁目3-18   | 村上市・岩船郡関川村・粟島浦村         |
| 新潟 | 下越 | 新発田警察署 | 新発田市中央町 4丁目2-4  | 新発田市・胎内市・北蒲原郡聖籠町の一部 |
| 新潟 | 下越 | 阿賀野警察署 | 阿賀野市岡山町9-35       | 阿賀野市                               |
| 新潟 | 下越 | 津川警察署   | 東蒲原郡阿賀町津川 306-1 | 東蒲原郡阿賀町                         |
| 新潟 | 下越 | 五泉警察署   | 五泉市東本町 2丁目8-16   | 五泉市                                 |
| 新潟 | 下越 | 燕警察署     | 燕市吉田西太田 1946-4    | 燕市                                   |
| 新潟 | 佐渡 | 佐渡警察署   | 佐渡市吉岡389-1          | 佐渡市                                 |

### 中越・上越
| ※    | 地方 | 警察署名称   | 所在地                    | 管轄区域                                                         |
| ---- | ---- | ------------ | ------------------------- | ---------------------------------------------------------------- |
| 新潟 | 中越 | 三条警察署   | 三条市旭町 2丁目12-13     | 三条市                                                           |
| 新潟 | 中越 | 加茂警察署   | 加茂市陣ヶ峰6-26          | 加茂市・南蒲原郡田上町                                           |
| 長岡 | 中越 | 長岡警察署   | 長岡市水道町 3丁目5-60    | 長岡市（旧：長岡市・栃尾市・越路町・山古志村区域）               |
| 長岡 | 中越 | 見附警察署   | 見附市昭和町 2丁目2-1     | 見附市・長岡市（旧：中之島町区域）                               |
| 長岡 | 中越 | 与板警察署   | 長岡市与板町与板乙 5881-3 | 長岡市（旧：与板町・寺泊町・三島町・和島村区域）・三島郡出雲崎町 |
| 長岡 | 中越 | 小千谷警察署 | 小千谷市城内 3丁目1-5     | 小千谷市・長岡市（旧：川口町区域）                               |
| 長岡 | 中越 | 小出警察署   | 魚沼市井口新田 243-1      | 魚沼市                                                           |
| 長岡 | 中越 | 十日町警察署 | 十日町市河内町5-10        | 十日町市・中魚沼郡津南町                                         |
| 長岡 | 中越 | 南魚沼警察署 | 南魚沼市小栗山 320-7      | 南魚沼市・南魚沼郡湯沢町                                         |
| 長岡 | 中越 | 柏崎警察署   | 柏崎市日吉町5-10          | 柏崎市・刈羽郡刈羽村・長岡市（旧：小国町区域）                   |
| 上越 | 上越 | 上越警察署   | 上越市藤野新田1172        | 上越市（旧：中郷村区域を除く）                                   |
| 上越 | 上越 | 妙高警察署   | 妙高市小出雲 3丁目11-30   | 妙高市・上越市（旧：中郷村区域）                                 |
| 上越 | 上越 | 糸魚川警察署 | 糸魚川市寺島 2丁目6-1     | 糸魚川市                                                         |

### 新設
- 佐渡警察署 - 佐渡東警察署と佐渡西警察署が統合。2019年（令和元年）11月2日開署した。[2]

### 廃止
- 佐渡東警察署 - 佐渡西警察署と統合し、2019年（令和元年）11月1日をもって廃止され、佐渡警察署両津交番となった。[2]
- 佐渡西警察署 - 佐渡東警察署と統合し、2019年（令和元年）11月1日をもって廃止され、佐渡警察署相川交番となった。[2]

## 装備
- パトカー 約350台
- 白バイ 60台
- ヘリコプター 3機
- 警備艇 1隻
  - 新1 えちご 地域部地域課（新潟市） 23m型 2013年〜
  - (退役) 新2 あがの 12m型

## ギャラリー

### 警察署・庁舎

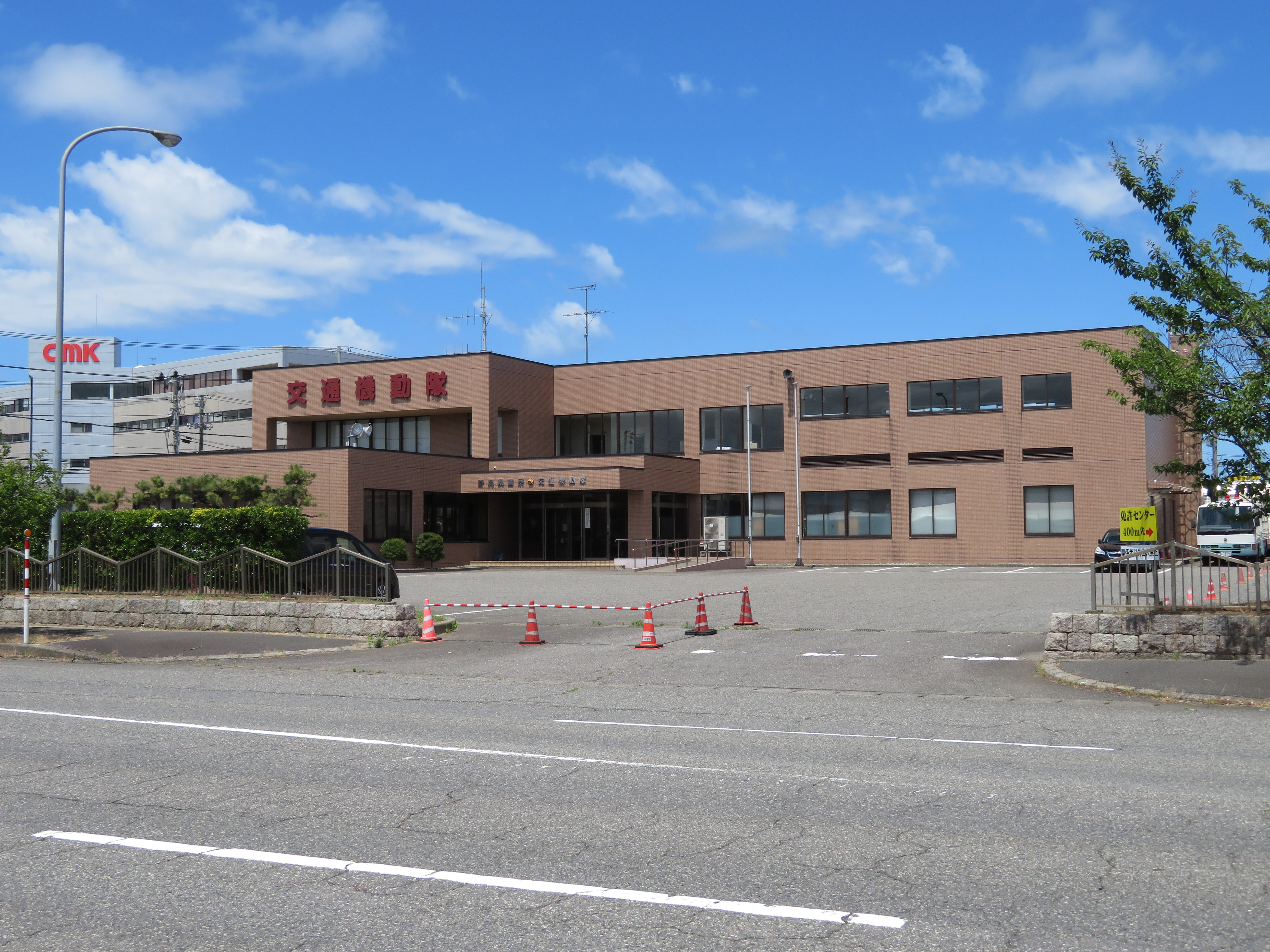
交通機動隊庁舎

### 車両

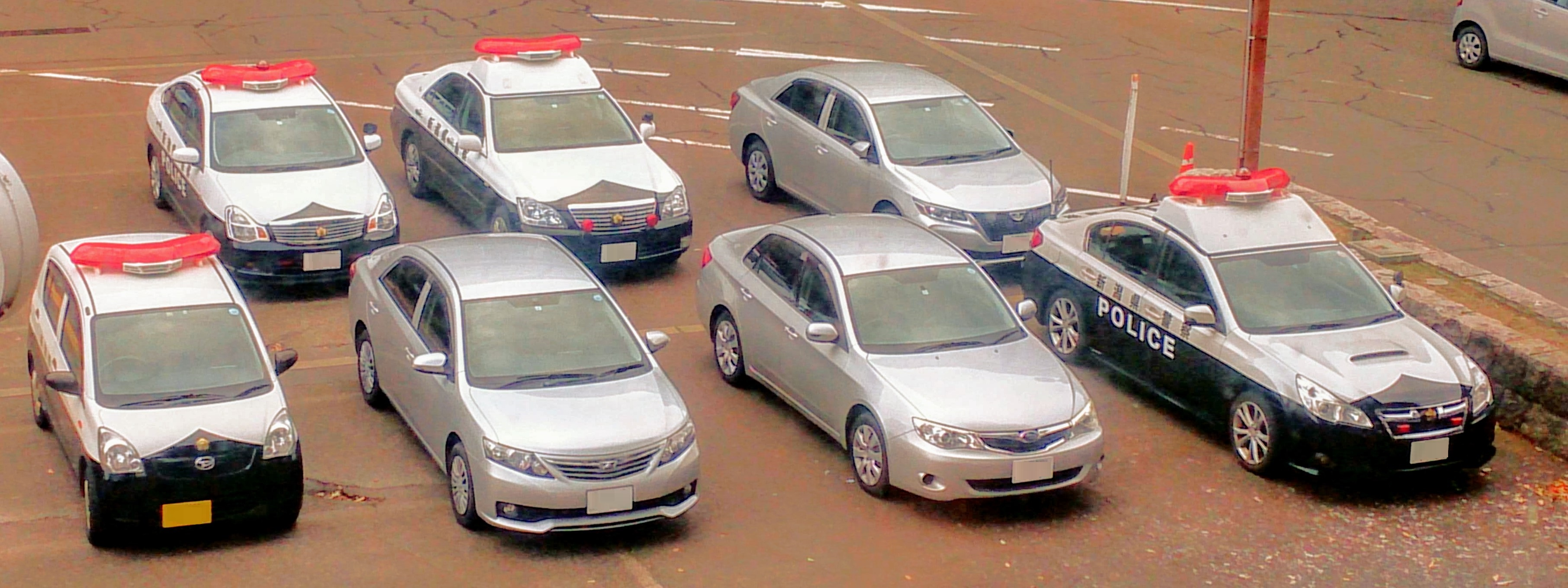
長岡駅交番駐車場に停車中の捜査車両
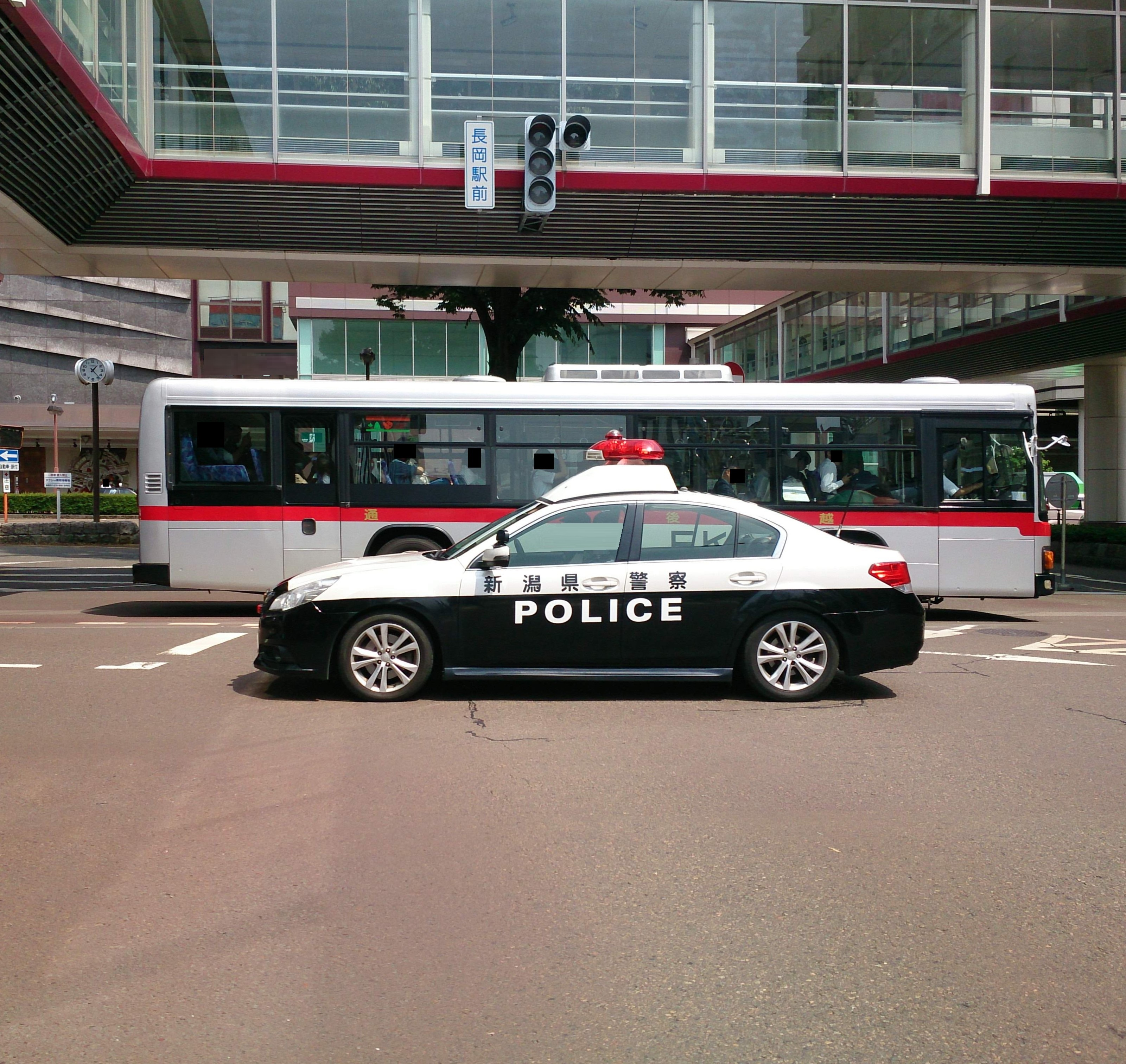
近年導入された機動隊車両の側面にはPOLICEの文字が見受けられる

### 航空機

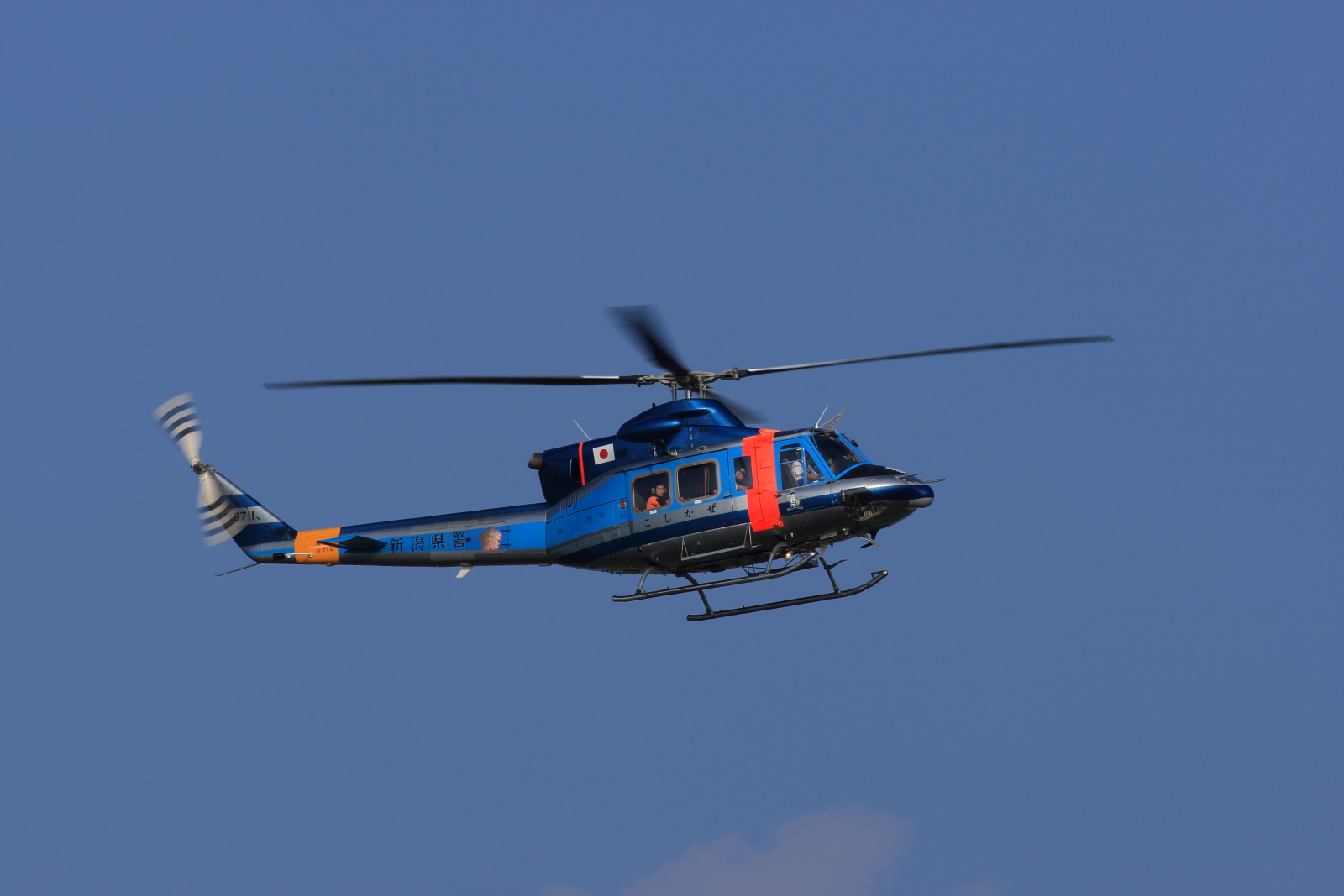
Bell-412EP こしかぜ
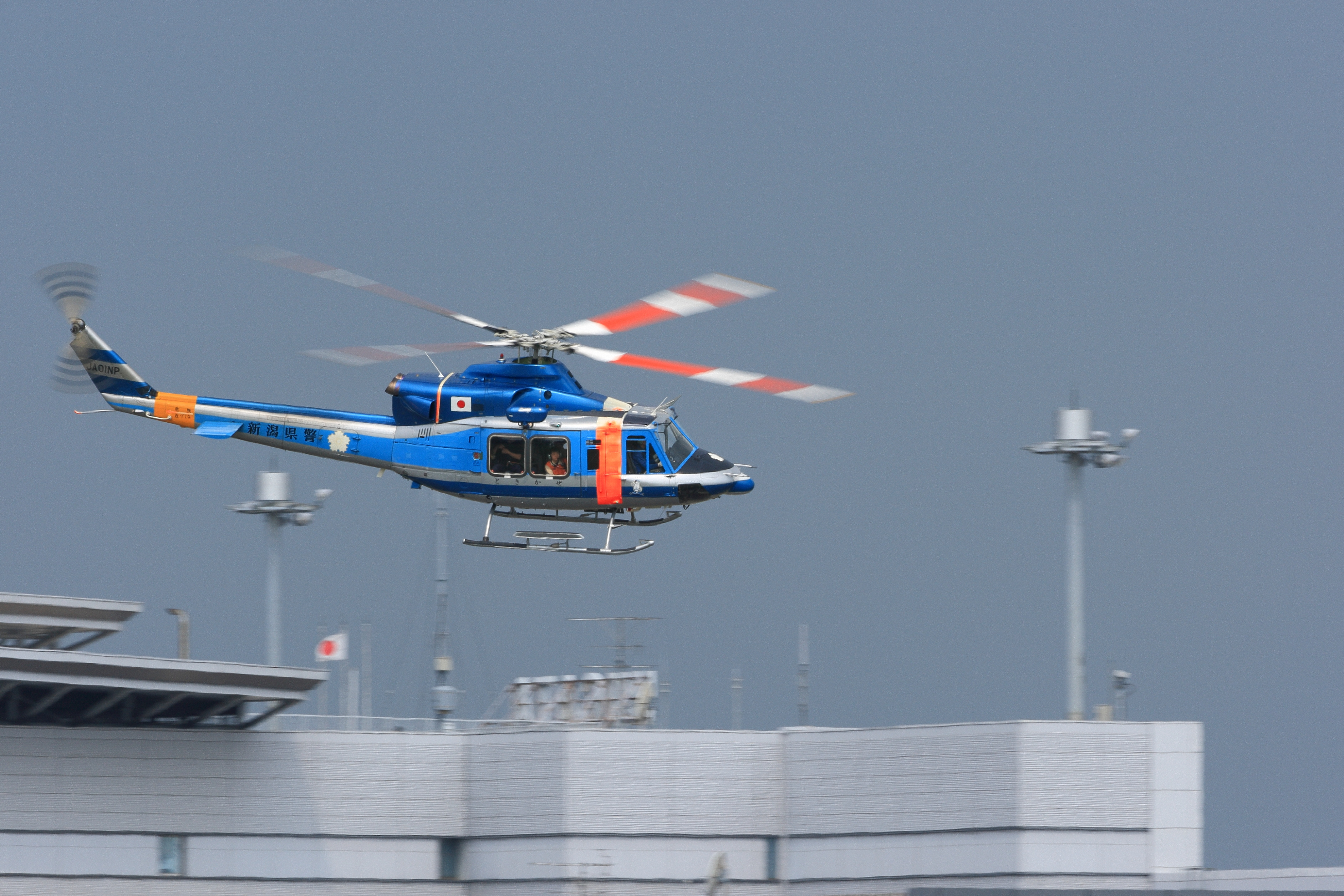
Bell-412EP ときかぜ
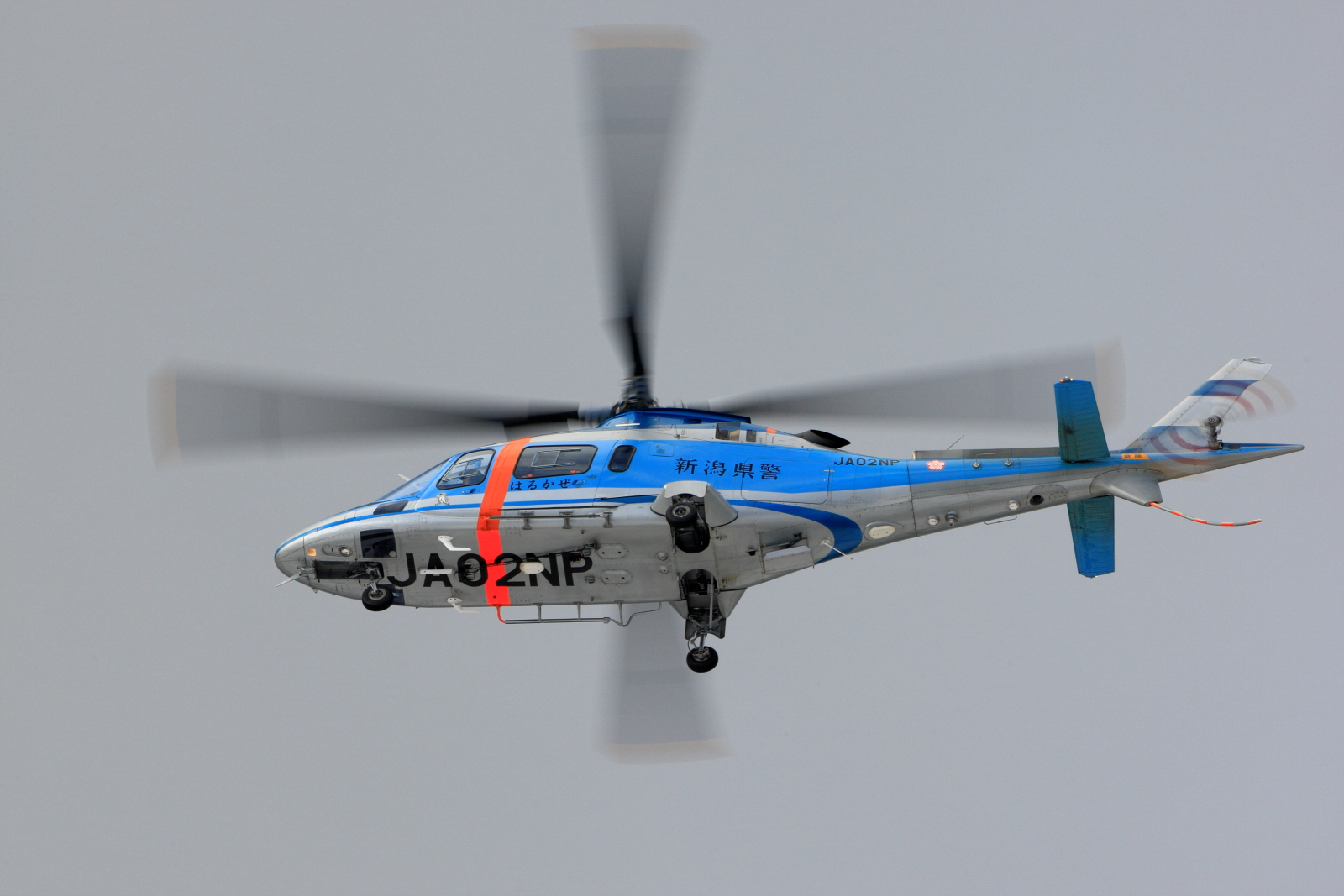
A109E-Power はるかぜ

### 警察官

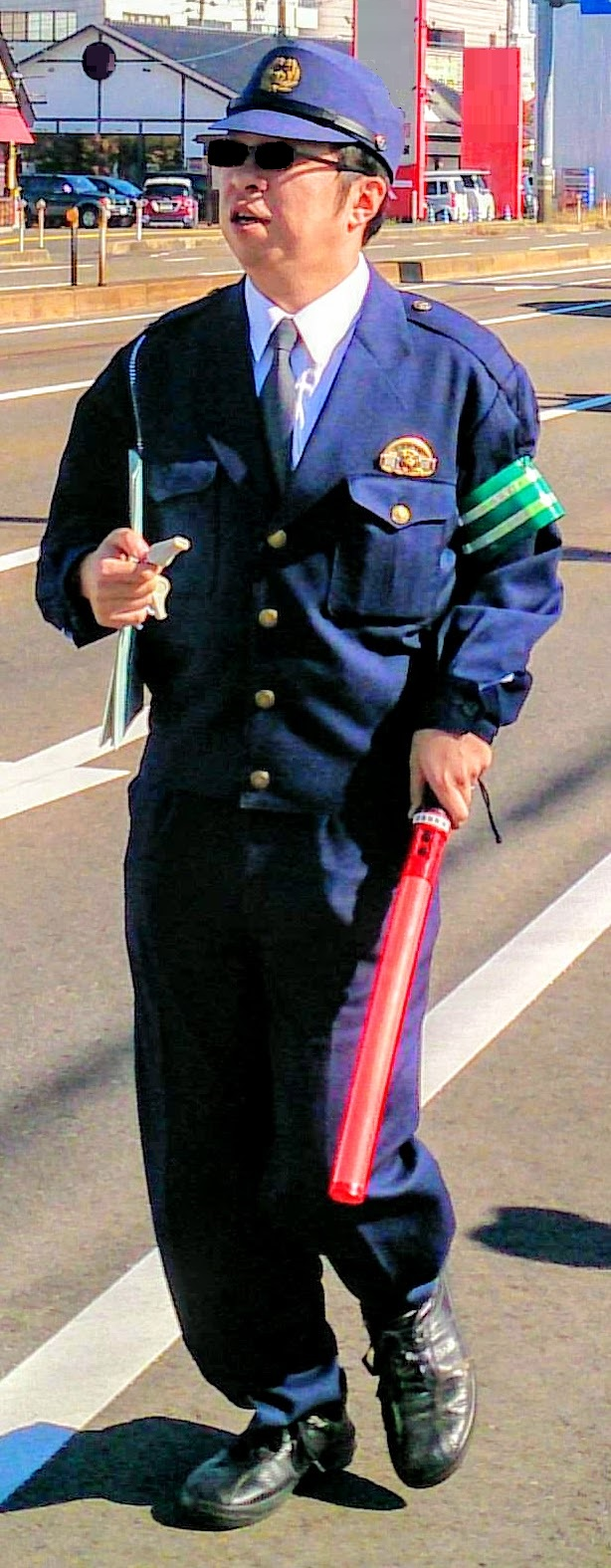
活動服を着用して交通整理中の職員
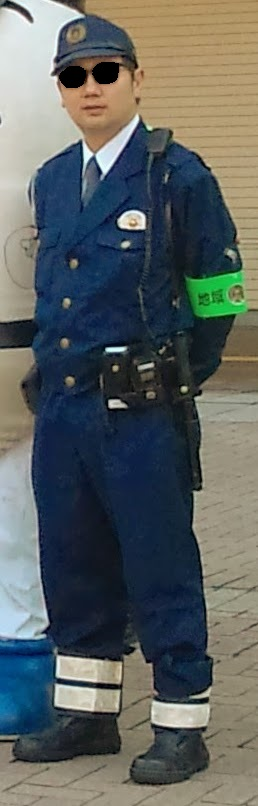
活動服を着用して立哨する職員（地域課）
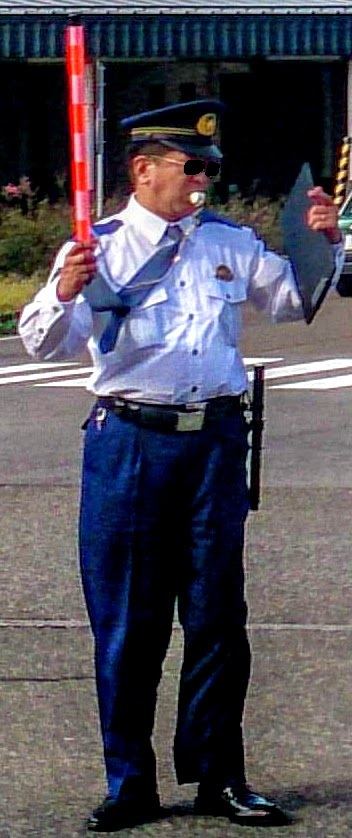
幹部職員

## マスコットキャラクター
新潟県の名産である「米」の米粒を模したキャラクターに新潟県警の制服を着せたものである。
ひかるくん
1992年（平成4年）12月に新潟県警初のマスコットキャラクターとして誕生。
ひかりちゃん
1998年（平成10）年11月に、ひかるくんの妹として誕生。

## 主な事件・不祥事
- 1999年9月 - 中越地方の警察署の課長が無断で管内を離れ、新潟市内で勤務する女性警察官と会っていたとして辞職、この時期新潟県警では他にも2名の幹部が女性問題に関連して辞職していた[4]。更に県警監察官室が、この課長の動向を、Nシステムを使って追尾していたことも発覚した。

- 新潟少女監禁事件 - 事件に関わる県警の捜査不備や不祥事が次々と発覚した。

- 2012年8月 - 胎内市の公園で胎内警察署の男性署長（53）が、首を吊って自殺しているのが見つかった。男性署長は業務上の不祥事で4月から県警監察官室に事情を聴かれていた。遺書にも一部不祥事に関する内容が書かれていた。男性署長が自殺した問題にからみ、県警は21日、署長が機動捜査隊長だった当時の部下ら4人が警察手帳の紛失を隠蔽するなどの不祥事があったとして、4人を本部長訓戒などの懲戒処分にした。残された遺書にも、この問題に関して責任を感じているとの記述があり、県警は自殺の一因になったとみている。遺書は、妻、胎内警察署幹部、署員向けの計3通で、公舎の玄関に整然と置かれていた[5][6]。

- 2016年12月5日 - 長岡警察署地域課の女性警察官（19）が午後2時半頃、同市蓮潟のアパート住民に巡回連絡カードを記入してもらった後にファイルにとじる際に別のカードを落としたことに気づかず一時的に紛失していたが住民が交番に届けた。一時紛失した8枚の巡回連絡カードには6世帯13人分の個人情報やアパートを経営する事業所の情報が記載されていた[7]。

- 2018年1月22日 - 中越地方の警察署に勤務していた男性巡査部長（50代）が同僚の女性警察官にわいせつな行為をしたなどとして、2019年7月に懲戒免職処分とした。県警は「被害者を保護するため」などとして事実を公表していなかった。内部からの情報で問題が発覚。元巡査部長は自宅待機となり、下越地方の署に異動後に懲戒免職処分となった。事件化はされなかった。県警監察官室は新潟日報社の取材に対し、「あったかどうかも含めて言えない」とした[8][9]。

- 2018年7月4日 - 女性巡査（23歳）が警察官採用リクルーター研修会の参加当日に寝坊した為、警察の所有する公用車で県内の高速道路を時速175km/h（法定速度100km/h）で走行し速度違反自動取締装置（オービス）に撮影されたことを上司に報告したことから発覚した[10]。県警は9月3日付けでこの女性巡査（23歳）を戒告処分とし道路交通法違反（速度超過）の疑いで新潟区検に書類送検した[11]。

- 2019年1月 - 本部刑事部の男性巡査部長（28歳）が先輩の業務指導に不満があり4件の窃盗事件に関する5点の証拠を廃棄。停職1か月の懲戒処分より依願退職[12]。

- 2019年2月 - 柏崎警察署の留置管理に関わる30代男性署員が留置人からの所持金を盗んだことを認める[13]。

- 2019年2月 - 長岡警察署刑事第一課盗犯担当係長の50代男性警部補が長岡市喜多町地区のスーパーで278円の菓子を万引きし、警備員に現行犯逮捕され減給6カ月の懲戒処分（退職のため適用されたのは1カ月分のみ）を受けた。刑事処分は不起訴となる。

- 2019年2月 - 本部警備部所属の男性巡査長（30歳）が知人の柔道整復師と共謀し架空の怪我で通院偽装、保険会社3社に保険金を架空請求した。2019年2月22日付けで懲戒免職処分[14]。

- 2019年10月15日 - 機動隊男性巡査（23歳）が会員制交流サイト（SNS）で20代の女性に、みだらな写真を送れという趣旨のメッセージを送ったなどとして、県迷惑行為防止条例違反の疑いで15日、逮捕された。逮捕容疑は6月28日、スマートフォンを使って県内の20代女性にみだらな写真を送るよう要求したほか、乱暴な言動を含む複数のメッセージを送信した疑い[15]。

- 2020年5月19日 - 長岡警察署の巡査部長だった男（49）が2018年11月4日、私有車用を運転中に同市内の交差点を右折した際に横断歩道を歩いていた当時66歳の男性をひき、事故から12日後に死亡させたとして自動車運転処罰法違反（過失致死）の罪で在宅起訴された。事件について県警本部は交通事故の被害者が軽傷の為未公表。元巡査部長は本部長訓戒処分を受け2020年1月30日付で辞職。7月3日の裁判で禁錮2年・執行猶予3年の有罪判決が言い渡された[16]。

- 2020年7月31日 - 県内の警察署に所属する巡査長（37歳）が、交通課に所属していた2017年12月、法律で定められたアルコール度数を上回って運転していた運転手を取り調べたが、その後呼気検査に用いた飲酒検知管と検知結果を破棄したとして、証拠隠滅と犯人隠避などの疑いが持たれている。県警は7月31日、巡査長を書類送検するとともに停職3ヵ月の懲戒処分とした[17]。巡査長は同日付で依願退職[18]。

- 2020年7月31日 - 県内の警察署の巡査（23歳）が、2018年、知人に誘われ他人に使わせる目的でインターネットから銀行口座を開設し、キャッシュカードなどを受け取ったとして詐欺の疑いで書類送検された。巡査は、キャッシュカードと引き替えに数万円を受け取っていたということで、調べに対し、「小遣いほしさでやってしまった」と容疑を認めているという。県警は7月31日、巡査を停職1ヵ月の懲戒処分とした[17]。巡査は同日付で依願退職[18]。2020年8月19日に詐欺の罪で起訴[19]。10月14日の判決裁判で「警察官に限らず、他人に口座を使わせるのは不正と思いつくはず。あまりにも軽率な行為だ」として懲役1年、執行猶予3年（求刑懲役1年6月）が言い渡された[20]。

- 2020年8月19日 - 長岡警察署地域第二課所属の男性巡査部長（34歳）が同市内のアパート共用通路に侵入し玄関のドアスコープから10代女子大学生の室内を覗き見したとして住居侵入と軽犯罪法違反の疑いで逮捕[21]。県警は9月10日、男性巡査部長を燕市内の別の2軒の住居の敷地などに侵入した疑いがあるとして、追送検し、懲戒免職処分とした[22]。

- 2020年10月14日 - 元長岡警察署員だった男性巡査部長（34歳）が2018年3月6日、長野市内駅構内で下半身を露出したとして公然わいせつ罪で追起訴された[20]。

- 2020年12月25日 - 本部刑事部所属の警部補(32歳)が2020年8月、女性の裸を盗撮しようとして市内のホテルにてスマートフォンを自身のショルダーバッグに設置した際、女性に通報されて事件が発覚した。また警部補のスマートフォンからは証拠品画像のコピーなど約100点の捜査資料や捜査マニュアルが見つかり停職6ヶ月の懲戒処分となり依願退職。同日、県警はこの警部補を県迷惑防止条例違反で書類送検[23]。

- 2021年1月26日 - 元本部刑事部所属の警部補(32歳)が女性の裸を盗撮しようとして書類送検された事件で新潟区検はこの元警部補を略式起訴し[24]翌、2月には30万円の略式命令を受けた[25]。

- 2021年4月21日 - 県内の警察署に所属する巡査が2020年12月25～21年1月18日の間に業務で通じて知った関係者の連絡先に好意を持ったとして私的なメッセージを送り本部長注意処分を受けた事が報道機関の情報公開請求で明らかとなった。他に暴行、セクハラなど3人が訓戒や注意の処分を受けた事も判明した[26]。

- 2021年4月25日 - 佐渡警察署警備課所属の巡査部長（37歳）が24日午後10時38分ごろ佐渡市秋津内の国道350号線を酒気を帯びた状態で乗用車を運転し対向車と衝突。対向車に乗っていた女児に唇を切るけがをさせたとして酒気帯び運転と過失運転致傷の現行犯で逮捕された[27][28]。4月27日付けで新潟地検佐渡支部は事故を起こした巡査部長を処分保留で釈放し在宅での任意捜査に切り替えた[29]。巡査部長は6月18日付けで懲戒免職処分となった[30]。

- 2021年5月11日 - 長岡警察署地域第一課の巡査（23歳）が業務上知り得た個人情報（巡回連絡カード）で女性と個人的に連絡を取ろうとしていたことが判明し巡査のスマートフォンを押収して調べたところ、2021年3月31日午後4時ごろまでの約1時間20分の間に中越地区のホテル内にてデリバリーヘルスの女性を無断で撮影した盗撮動画が見つかったとして県迷惑防止条例違反の容疑で逮捕され[31][32][33]翌5月12日、新潟地方検察庁長岡支部に書類送検された[34]。5月31日、新潟地方検察庁長岡支部は本盗撮事件については不起訴処分とした[35]。

- 2021年5月31日 - 長岡警察署地域第一課の巡査（23歳）が女性の盗撮（上記のデリバリーヘルス盗撮とは別）や私物のスマートフォンに捜査資料（同年1月、南魚沼警察署勤務時に署内のPC一斉入替え時に捜査資料が一時的に共有フォルダーに移動した際に撮影）の児童ポルノ画像を保存していた事件について長岡区検察庁は県迷惑防止条例違反と児童ポルノ禁止法違反の罪で略式起訴し同日、長岡簡易裁判所が罰金40万円の略式命令を出した[36]。

- 2022年10月27日 - 男性巡査長が2021年1月から2022年5月、当時交際していた女性が巡査長の自宅や外出先のトイレを利用した際、スマートフォンで複数回、無断で撮影し交際が終わった後も撮影していたとして県迷惑行為等防止条例違反で書類送検。この男性巡査長は2022年9月9日付で減給3カ月の懲戒処分となり依願退職[37]。

- 2023年1月19日 - 中越地方の警察署に勤務していた男性巡査部長が2022年10月中旬頃、休日にパチンコ店で他の客が置き忘れたICカードの残高2,000分を使い切った。残金に気づいた客が被害を届け出て巡査部長が容疑を認めた。またこの男性巡査部長は不適切な異性交際もあり、県警監察官室は窃盗と合わせて2022年12月22日付で減給100分の10（3カ月）の懲戒処分とし、この巡査部長は同日に依願退職した。また県警は逃走や証拠隠滅の恐れがないことなどから逮捕せず、発表基準に満たなかったため、公表もしなかった[38]。

- 2023年2月15日 - 昨年9月、県内の交番に勤務する男性巡査長は交番内に拳銃を約1時間放置したままパトロールに出かけ警察署に立ち寄った際に署内の警察官より指摘され問題が発覚した。また同交番勤務の巡査も拳銃を複数回、放置していた事も判明した。県警本部は巡査長を本部長訓戒、巡査を所属長訓戒処分とした[39]。

- 2023年10月11日 - 6日午後10時半頃、新潟市内にて泥酔状態の女性に同意なく、わいせつな行為をしたとして組織犯罪対策課次長の警部（55）が不同意わいせつの疑いで10日に逮捕された。被害者女性から7日に警察へ申告があり事件が発覚した[40]。11日午後には新潟地方検察庁に書類送検された[41]。12日の報道ではこの警部が警察内部の飲み会に被害者女性と参加し帰宅するタクシー車内で犯行に及んだことが捜査関係者への取材で判明した[42]。

- 2023年10月31日 - 6日の午後11時半ごろ、泥酔状態の女性にわいせつな行為をしたとして逮捕された組織犯罪対策課次長の警部（55）が翌、午前0時頃に別の場所で性的暴行を加えその様子を撮影したとし再逮捕された[43]。

- 2023年11月21日 - 先月、泥酔状態で意思表示が困難な女性に性的暴行及びその様子を撮影したとして新潟地検は組織犯罪対策課次長だった被疑者の警部（55）を不同意わいせつ、不同意性交等、性的姿態撮影等処罰法の罪で起訴した。また同日、県警はこの警部を懲戒免職処分とした[44]。
- 2024年1月11日 - 本部組織犯罪対策課元次長（56）の初公判が開かれた。公判では逮捕術大会に出場する激励会の後に犯行に及んだ事や被害者は同僚の20代女性警察官だった事が明らかとなった[45][46]。

- 2024年2月6日 - 元県警本部組織犯罪対策課の警部（56）だった被告人の公判が開かれ、検察側は論告で被害の女性警察官が泥酔状態にありながら抵抗困難な状態にあることを認識しながら犯行を続けたのは「執拗かつ卑劣で醜悪」と非難し懲役7年を求刑した。判決は3月14日[47]。

- 2024年2月15日 - 県警本部から神奈川県警薬物銃器対策課に出向している巡査部長（29）が2022年6月、30代の知人男性に車両のナンバー所有者に関する個人情報を漏らしたとして地方公務員法違反（守秘義務）で逮捕された[48]。

- 2024年3月6日 - 神奈川県警薬物銃器対策課に出向中だった巡査部長（29）が知人にナンバー所有者の個人情報を漏らした事件について横浜地検は処分保留とした。またこの巡査部長は2022年8～9月頃、捜査対象となっていた20代の知人に捜査の進捗情報を漏らしたとして地方公務員法違反（守秘義務）で再逮捕された[49]。

- 2024年3月14日 - 元県警本部の警部（56）の判決公判が開かれ新潟地裁の小林謙介裁判長は「職務上の経験から性犯罪の被害者の実情をよく認識できたにもかかわらず犯行に及んでいて厳しい非難に値する」等の理由により懲役５年６か月の実刑判決を言い渡した[50]。

- 2024年3月15日 - 県内の警察署に勤務する警部補が2023年10月29日、交通関係に関する事件で供述調書に不足していた部分を単独で加筆し虚偽有印公文書作成の疑いで書類送検され、2024年2月2日付けで本部長注意を受けた[51]。
- 2024年3月15日 - 県内の警察署に勤務する巡査部長が2023年6月25日～10月15日の間、複数の部下に対して酒席で胸を複数回たたいたり、指導名目で手錠をかけたりする暴行をした。部下から申告により県警がパワーハラスメント行為と認定し2024年2月28日付で本部長訓戒となり、暴行の疑いで書類送検された[52]。

- 2024年3月27日 - 職務上知り得た個人情報などを暴力団組員に漏らしたとして横浜区検は地方公務員法違反の罪で県警本部から神奈川県警薬物銃器対策課に出向中の男性巡査部長（29）＝新潟市中央区＝を略式起訴し横浜簡裁は同日、罰金50万円の略式命令を出した[53]。

- 2024年4月2日 - 不同意わいせつ、不同意性交、性的姿態撮影等の罪に問われた元県警本部の警部（56）について3月14日に懲役5年6月を言い渡された実刑判決が3月25日付で確定した。またこの判決に対して被告、検察側双方が上訴権を放棄していた[54][55]。

- 2024年4月15日 - 県内の警察署に勤務していた巡査長は2024年1月13日午後、私有車で長岡市内を運転中に雪道でハンドル操作を誤ってガードレールにぶつかる自損事故を起こしたが届け出をしなった。車が損傷しているのを他の職員が発見し事故が発覚し物損事故の報告義務を怠った道交法違反の疑いで書類送検され3月13日付けで所属長注意の処分を受けた。また本件処分とは関係なく一身上の都合で辞職していた[56]。

- 2024年4月15日 - 県内の警察署に勤務していた巡査は2023年11月13日午後、私有車にて長岡市内を運転中に前方注視を怠り、停車中の車両に追突し運転手に全治11日間のけがを負わせ自動車運転処罰法違反（過失傷害）の疑いで書類送検された[57]。

- 2024年6月18日 - 県内の警察署に勤務する巡査長は地方公務員法で規定する副業を無許可で行い2022年1月頃～2024年2月5日までの期間中、勤務中に私有スマートフォンでネット上の記事を執筆するなどで数十万円の収入を得ていた。5月7日付けで所属長訓戒の処分となった[58]。

- 2024年6月17日 - 2024年2月18日夜、県内の警察署に勤務する所属する巡査長が店内で飲酒中に泥酔し県警に保護され、5月30日付けで本部長訓戒処分となった[59]。

- 2024年6月18日 - 2024年4月8日、県内の警察署に所属する巡査長は県内の一般道で最高速度を30km/h以上越えて運転し速度取り締まり時に自ら警察官であることを明かした上で上司に報告し速度違反が発覚した。巡査長は道交法違反（速度超過）で送致され、5月28日付で本部長注意の処分を受けた[60]。

- 2024年7月17日 - 2024年4月、県警の巡査は一人で酒を飲み県道にて転倒しそのまま路上で寝ている所を通行人に110番通報された。県警は巡査を道交法違反（酒酔い運転）の疑いで書類送検し本部長訓戒の処分とした[61]。

- 2024年7月17日 - 県警の警部補は2022年8月ごろから23年11月ごろにかけ異性と交際したが交際相手に偽の名刺を渡すなどした。警部補は「出会った時に警戒して偽名を使い、交際を始めた後も本名を言い出せなかった」と話しているという。県警は警部補を所属長注意の処分とした[62]。

- 2024年7月17日 - 2024年3月、県警の男性巡査部長は勤務中に部下の腹部を1回殴るパワハラ行為をしたとして所属長訓戒の処分を受けた。上記3件については県警への情報公開請求で判明した事案で県警は非公表としていた[63]。

- 2024年8月10日 - 2023年に警察学校に入校した元女性巡査は同年12月に同期生のシャープペンシルを盗んだと疑いを掛けられ、教官から「（盗んだのは）お前だって分かってるんだ」と叱責され、女性が過去に処分された際に書いた「うそをついたら辞職する」との誓約書を教官が示し読むよう強要され、女性は退校や懲戒免職を恐れて辞職願を提出した。女性側はシャープペンシルを盗んでおらず、女性は辞職の意がなく辞職願を提出させられたとし、6月12日付けで新潟地裁に辞職承認処分の取消しを求める訴訟を提起した[64]。

- 2024年8月15日 - 県内の警察署に所属する巡査部長が2024年3～4月かけて架空の時間外労働手当、約2万円相当について数回申告したとして7月9日付けで所属長訓戒の処分とした。関係者からの情報提供で発覚した為、実際には支給されていない。[65]。

- 2024年8月21日 - 上記、訴訟提起について県側は8月21日までに請求棄却を求める答弁書を提出し、同日1回目の非公開による弁論準備手続きが行われた。県側は答弁書にて女性側の主張についての大半は否認または争うとし詳しい主張は今後、行うとした[66][67]。

- 2024年8月22日 - 県警は県公安委員会が2022年に自動車運転代行業者2社への行政処分として営業停止命令と認定の取消しについて2年間の公表期間終了後も誤って公安委の公式サイトに掲載し続けていたと発表した。公表期間が24年4月25日までの営業停止命令が8月13日まで掲載されたままになっていた。またその後の調査で公表期間が7月21日までの認定取り消し処分が8月9日まで掲載されていた[68]。

- 2024年9月12日 - 2024年5月31日午後10時頃、新潟市西区内のリサイクルショップにて上下のジャージーとTシャツ（販売価格計13万9960円）が盗まれた窃盗事件について新潟西警察署は防犯カメラから長岡市在住の当時19歳の男性を特定し8月30日午後7時35分頃に窃盗容疑で通常逮捕したが、この男性は「その店舗には行っていない」と容疑を否認した為、当日の行動を確認するなどした結果、アリバイがあることが判明し同署は男性を同日午後10時39分に釈放した。誤認逮捕の原因として店内の防犯カメラで犯行状況を確認した際、捜査員が別人をこの男性と思い込んだことが主な原因とした。西署の幹部は9月10日、男性と家族に直接謝罪した[69][70][71][72][73][74][75][76]。

- 2024年9月18日 - 警察署に所属する男性巡査は非番であった6月10日、県内の商業施設にて面識のない女性に対してナンパ目的で10分程度、連絡先を聞くために声をかけてつきまとった。県警は8月に軽犯罪法違反の疑いで書類送検し本部長注意処分にした[77]。

- 2024年9月18日 - 県内警察署勤務の巡査部長が勤務時間外に不適切な異性交際をした上、公務の信用を失墜するような不相応な借財をしたとして8月、本部長訓戒処分とした。巡査部長は処分を受け依願退職した。また県警は具体的な異性交際については借財の金額等については明らかにしていない[78]。

- 2024年10月25日 - 上越警察署で留置管理課主任の巡査部長（60）が非番の10月19日午後8時半ごろ、県内の屋内で成人女性を抱き寄せたり押さえつけたり等のわいせつな行為をした。被害者は翌日、県警に被害を届け出て24日逮捕され、翌25日の昼頃には新潟地検に書類送検された[79][80][81]。

- 2024年11月12日 - 西蒲警察署地域課に所属する巡査長（31）は11日午後5時17分頃、新潟市西蒲区旗屋の国道116号線を燕市方向に私有車で走行中に対向車2台に衝突した。1台目の被害車両は50代の男性が運転しており胸の痛みを訴えていた。同乗者の30代の女性、10歳未満の男の子、および2台目は40代の女性ともに怪我はなかった。2台目に衝突された女性が110番通報し臨場した西蒲警察署の署員が巡査長の呼気検査したら基準値を越えるアルコールが検知されその場で現行犯逮捕した[82][83][84]。

- 2024年11月14日 - 先月24日に不同意わいせつで逮捕、翌25日に書類送検された上越警察署留置管理課主任だった巡査部長（61）を新潟地方検察庁が13日、起訴したことを公表した[85]。

- 2024年11月15日 - 2024年9月16日午後3時頃、県内の警察署に所属する巡査が県外の一般道を私有車で運転中に法定速度を時速30キロ以上超過し書類送致され10月23日付で本部長注意の処分をけた。巡査は検挙された際に自ら警察官だと申告していた事が県警への情報公開請求にて判明した[86]。

- 2024年11月15日 - 県警に所属する警部補は2023年10月4日から翌年8月2日にかけ貸与された手錠と手錠入ケース、警棒入れを警察施設内で保管していたが紛失し所属長注意の処分となった。紛失したこれらの装備品は見つかっていない。県警への情報公開請求にて判明した[87]。

- 2024年11月15日 - 2024年9月18日、県警に所属する巡査は知人に背中を強く押したり、平手で殴ったり等の暴行を加え唇を切るケガを負わせ所属長注意の処分を受けた。県警への情報公開請求にて判明した[88]。

- 2024年11月15日 - 2022年4月頃から2024年3月下旬の期間中に拳銃の適正な保管をしていなかった。またセクシャルハラスメントもあり所属長訓戒の処分を受けた。県警への情報公開請求にて判明した[89]。

- 2024年11月16日 - 新潟地検は12日に酒気帯び運転事故を起こし逮捕、送致された西蒲署員の巡査長を処分保留で釈放し任意で捜査することを公表した[90]。

- 2024年12月05日 - 2021年4月、県警本部から神奈川県警薬物銃器対策課に出向し個人情報などを暴力団組員に漏らし地方公務員法（守秘義務）違反で2回逮捕され略式起訴で3月27日に50万円の罰金刑となった巡査部長を神奈川県警は停職６カ月の懲戒処分とし巡査部長（30）は自主退職した[91]。

- 2024年12月16日 - 10月3日の日中に人通りがある屋外したとして県内の警察署に勤務する警部補が軽犯罪法違反の疑いで送致され11月6日付けで所属長注意の処分を受けた[92][93]。

- 2024年12月16日 - 2023年3月から2024年4月上旬ごろまでの1年間に施錠設備のある警察施設内で拳銃を適正に保管しなかったとして11月1日付で本部長注意を受けた[94]。

- 2024年12月20日 - 11月12日午後5時17分頃、新潟市西蒲区旗屋、国道116号線を酒気帯びた状態にて時速35km/hで走行中に対向車線の車両に正面衝突させ酒気帯び運転で現行犯逮捕されていた西蒲警察署地域課に所属する巡査長（32）を新潟県警は懲戒免職処分とした。また同日、新潟地方検察庁は危険運転致死傷罪で起訴した[95]。

- 2024年12月20日 - 11月13日に不同意わいせつの罪で起訴された上越警察署留置管理課主任だった巡査部長（61）を懲戒免職処分とした[96]。

- 2025年1月17日 - 昨年10月、上越市内の自宅で成人女性を押さえつけるなどの暴力を加え不同意わいせつの罪で起訴され懲戒免職になった元上越警察署留置管理課主任だった巡査部長（61）の初公判で起訴事実を認めた。新潟地方検察庁は懲役2年を求刑。即日結審し判決は24日に言い渡される[97]。

- 2025年1月24日 - 上記、不同意わいせつ事件の被告人（61）＝十日町市の判決公判で新潟地裁の石黒瑠璃裁判官は懲役2年、執行猶予4年（求刑懲役2年）の有罪判決を言い渡した。判決理由として被告人が謝罪文を書き被害者に被害弁償金200万円を支払っており、被告人の妻が今後の監督を約束しているとして執行猶予が相当とした[98][99]。